# Cinderella (groupe)
Pour les articles homonymes, voir Cinderella.
Cinderella est un groupe américain de hard rock formé en 1983 par le chanteur, compositeur et guitariste Tom Keifer, et le bassiste Eric Brittingham, originaire de Philadelphie, en Pennsylvanie. 
Cinderella est découvert par Gene Simmons, le bassiste de Kiss, mais c'est Jon Bon Jovi qui permet initialement au groupe de signer avec Derek Shulman au label Polydor/Mercury. Les deux premiers albums du groupe se vendent à trois millions d'exemplaires chacun aux États-Unis[réf. nécessaire]. En 1986, le single Nobody's Fool est certifié disque d'or, sans pour autant entrer dans le Top 10 du Billboard. En 1989, le groupe joue au Moscow Peace Festival. Des problèmes de voix viendront empêcher Tom Keifer de chanter durant plus d'un an après la tournée Long Cold Winter. Sans label, le groupe sort Still Climbing à l'automne 1994. Au total, les ventes des quatre albums de Cinderella à travers le monde sont estimées à 20 millions[réf. nécessaire].

## Historique

### Années 1980
Cinderella est fondé en 1983 à Philadelphie par le chanteur, parolier, clavériste et guitariste Tom Keifer et le bassiste Eric Bittingham. Initialement, la formation comportait aussi le guitariste Michael Smerick et le batteur Tony Destra, qui rejoindront plus tard le groupe Britny Fox, lui aussi basé à Philadelphie. Cinderella se fait remarquer par Jon Bon Jovi au cours d'une performance à l'Empire Rock Club de Philadelphie. Le chanteur de Bon Jovi attire alors l'attention d'un de ses agents sur ce groupe prometteur,. En 1985, pendant qu'un contrat avec Mercury/Polygram est en cours de finalisation, le guitariste Jeff LaBar et le batteur Jimmy Drnec rejoignent le groupe.
Au cours de l'enregistrement de leur premier album, Night Songs, le batteur Jody Cortez est appelé en renfort. Alors que l'enregistrement s'achève, Drnec est remplacé par le batteur Fred Coury, qui arrive juste à temps pour apparaitre sur la pochette de l'album et figurer dans les tournées à venir. Propulsé par le succès de Nobody's Fool, une amère histoire de rupture et de trahison qui révèle les aptitudes de compositeur de Tom Keifer, Night Songs connait un succès fulgurant et deviendra finalement triple disque de platine. Sorti le 2 août 1986, l'album atteint à un moment donné un rythme de vente de 50 000 disques hebdomadaires, et se classe à la 3e place du Billboard 200 en février 1987. Cinderella profite donc pleinement de l'apogée que connaît alors le glam metal aux États-Unis. En 1986, en ouverture du groupe de heavy metal japonais Loudness, Cinderella se lance dans une tournée aux côtés de Poison. À l'époque, les deux groupes sont souvent comparés, car étant tous deux originaires de Pennsylvanie et se situant dans la mouvance glam metal. Cependant, plusieurs points les différencient. Poison se fait remarquer par son style extravagant et ses chansons festives, et connaîtra un plus grand succès populaire que Cinderella. En revanche, le groupe de Tom Keifer est davantage reconnu par les critiques, conquis par le son « graveleux » du groupe et par les textes sérieux signés Keifer, considéré comme un bien meilleur parolier que Bret Michaels ou C.C. DeVille de Poison. Les deux groupes ont maintenu des relations cordiales et ont même tourné de nouveau ensemble en 2006.
D'autres tournées suivent en 1987, devant des publics plus larges, notamment cinq mois en ouverture de David Lee Roth (ancien membre de Van Halen) et sept autres en compagnie de Bon Jovi, se permettant le luxe de jouer en ouverture de la tournée Slippery When Wet. En outre, le groupe fait des apparitions au Japon, en Scandinavie et aux festivals Monsters of Rock au Royaume-Uni et en Allemagne. Le deuxième album de Cinderella, Long Cold Winter, sort en 1988. Il révèle un départ vers un son davantage blues rock, quoique toujours proche du glam metal. Une tournée de 14 mois avec 254 dates s'ensuit, avec notamment des concerts à Moscou en compagnie d'autres formations metal (Ozzy Osbourne, Scorpions, Mötley Crüe, Bon Jovi et Skid Row). Pendant la tournée, Tom Keifer se fait transporter sur scène par des cordes pendant qu'il joue du piano sur le hit Don't Know What You Got (Till It's Gone). C'est d'ailleurs cette dernière chanson, une ballade rythmée caractéristique de l'époque, qui mène l'album vers la voie du succès, se classant même plus haut que Nobody's Fool en 1986–1987. Long Cold Winter se vendra même à trois millions d'exemplaires aux États-Unis. Le premier single de l'album, Gypsy Road, démontre la faculté du groupe à s'adapter au blues rock, dans un style rappelant notamment Aerosmith.

### Années 1990
Le troisième album du groupe, Heartbreak Station, sort en 1990. Il comporte encore plus de chansons influencées par le blues que son prédécesseur. Fred Coury quitte le groupe à la fin de la tournée. En 1991, Keifer perd la voix à la suite d'un problème de cordes vocales. Devant subir de nombreuses interventions pour réparer les dégâts, il voit la sortie de l'album suivant retardé. Celui-ci, Still Climbing, sort finalement en 1994 avec Kenny Aronoff à la batterie, mais l'album ne figure que très brièvement sur les charts. La maison de disques Mercury décide par conséquent de ne pas poursuivre l'aventure avec le groupe.
Cinderella reprend du service en 1997, l'année même où Mercury lance un Best of baptisé Once Upon a... Le groupe s'engage dans une tournée aux États-Unis en 1998, et se reconstruit une belle image. Aux dires des fans, Cinderella demeure l'un des meilleurs groupes hard rock des années 1980, grâce aux exceptionnels talents (écrivain, compositeur, interprète et multi-instrumentiste) de Tom Keifer et à des performances live puissantes.

### Années 2000
Vers 1999, le groupe est signé par John Kalodner chez Sony Records. Cependant, le groupe est renvoyé avant la publication de leur second album et plonge le groupe dans trois années de litiges. Le milieu des années 2000 est marqué par diverses tournées entre 2002 et 2003. En 2005, Cinderella tourne en compagnie de FireHouse, Ratt et Quiet Riot. En 2006, le groupe tourne avec Poison, les deux groupes de Philadelphie célébrant chacun les 20 ans de leurs premiers albums, Night Songs et Look What the Cat Dragged In. Une autre tournée était prévue en 2008 avec Warrant, mais Keifer doit déclarer forfait en raison d'une hémorragie à une corde vocale. Ce problème est résolu dans le courant de l'année 2009, le chanteur a retrouvé l'usage de sa voix et peut donc jouer lors de deux festivals durant l'automne de cette même année.

### Années 2010

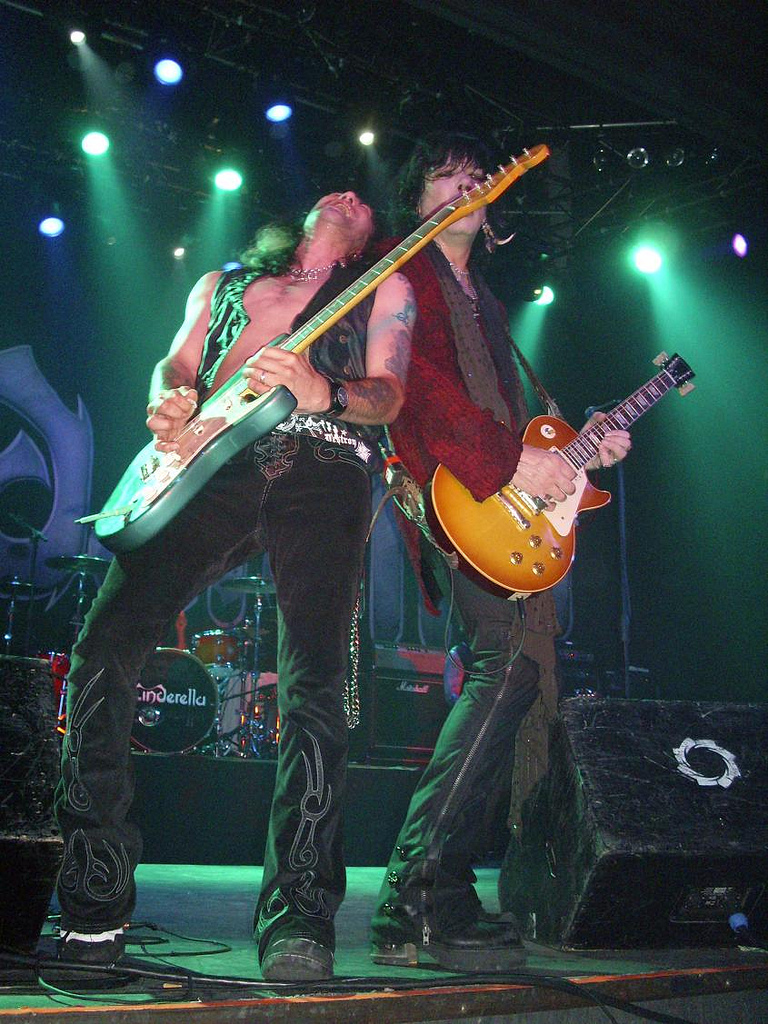
Tom Keifer et Jeff LaBar sur scène à Madrid, Espagne, en juin 2010.

En 2010, Cinderella joue en compagnie de Bret Michaels, un proche ami du groupe et accompagne le groupe Scorpions pendant leur tournée d'adieu. Ils participent également au Rocklahoma 2010 et au Sweden Rock Festival. Cinderella joue au Download festival au Royaume-Uni en juin 2010. En 2011, Cinderella lance sa tournée célébrant leur 25e année d'existence. 20 dates sont confirmées entre avril et juin la même année. Pendant la tournée, ils jouent pour la première fois au Shout It Out Loud Festival en Allemagne.
En mars 2013, Cinderella joue à la Monsters of Rock Cruise aux côtés de groupes comme Tesla, Kix, et Queensrÿche.
Le groupe est inactif depuis 2014. Lors d'une interview publiée le 30 juin 2017, Tom Keifer déclare qu'il n'y aura pas de réunion de Cinderella.
Le 14 juillet 2021, Jeff LaBar, guitariste du groupe depuis 1985 meurt de causes inconnues à l'âge de 58 ans, comme la annoncé son fils Sebastian LaBar sur les réseaux. Il a été retrouvé sans vie dans son appartement à Nashville, Tennessee, par sa première épouse, Gaile LaBar-Bernhardt. Seulement un jour aorès la mort de LaBar, c'est le clavariste du groupe, Gary Corbett qui décède à la suite d'un cancer. Ces disparitions mettent fin aux rumeurs d'une éventuelle réunion de Cinderella, bien que Tom Keifer avait déjà déclaré que le groupe ne se reformera pas.

## Membres

### derniers membres
- Tom Keifer – chant, guitare rythmique, guitare lead, guitare acoustique, piano, mandoline, harmonica (1983-2014)
- Eric Brittingham – guitare basse, chœurs (1983-2014)
- Jeff LaBar – guitare rythmique, guitare lead, guitare acoustiques, chœurs (1985-2014, décédé en 2021)
- Fred Coury – batterie, percussions, chœurs (1988–1991,1996-2014)

Membres de tournée
- Gary Corbett – clavier, chœurs (1990–1995,2005-2014)

### Anciens membres
- Michael Smerick – guitare rythmique, guitare lead, chœurs (1983–1985)
- Tony Destra – batterie, percussions (1983–1985 ; décédé en 1987)
- Jim Drnec – batterie, percussions (1985–1986)
- Jody Cortez – batterie, percussions (1986)
- Albie « Al » Barker - batterie, percussions  (1986-1988)
- Kevin Conway – batterie, percussions (1991)[15]
- Kevin Valentine – batterie, percussions (1991–1993)
- Kenny Aronoff – batterie, percussions (1994)
- Ray Brinker – batterie, percussions (1994–1995)

Anciens membres de tournée
- Rick Criniti – clavier, piano, organe, synthétiseur, chœurs (1986–1995)
- Garry Nutt - basse (1989, 2000)
- John Rogers - batterie, percussions (2009–2010)
- Paul Taylor - clavier, chœurs (2012)

## Discographie

### Albums studio
- 1986 : Night Songs
- 1988 : Long Cold Winter
- 1990 : Heartbreak Station
- 1994 : Still Climbing

### Compilations
- 1997 : Once Upon a...
- 1998 : Bad Attitude 1986-1994
- 2000 : 20th Century Masters: The Millenium Collection (album de Cinderella)
- 2005 : Rocked, Wired & Bluesed: The Greatest Hits

### Live
- 1987 : The Live E.P.
- 1991 : Live Train to Heartbreaker Station
- 1998 : Cinderella Live
- 1999 : Live At The Key Club
- 2004 : In Concert
- 2006 : Extented Version
- 2009 : Live at the Moegan Sun
- 2011 : Caught in the Act

### Singles
- Don't Know What You Got (Till It's Gone) (utilisé sur la bande-originale du film The Wrestler (Darren Aronofsky), ainsi que dans l'épisode Raisins du dessin animé South Park).